# Маріо Маджоні
Маріо Маджоні (італ. Mario Majoni, 27 травня 1910 — 16 серпня 1985) — італійський плавець і ватерполіст.
Олімпійський чемпіон 1948 року.